# Praedinius Gymnasium
Het Praedinius Gymnasium is een categoraal, zelfstandig gymnasium in Groningen. De school is gehuisvest in twee gebouwen. Het hoofdgebouw is gelegen aan Turfsingel 82 (de T genaamd, voorheen de H naar Hoofdgebouw), het andere deel ligt aan Kruitlaan 11 (de K genaamd). Tussen de gebouwen bevindt zich de Stadsschouwburg. Het Praedinius Gymnasium is een van de vijf scholen in Groningen die meedoen aan het Technasiumproject.

## Geschiedenis
De geschiedenis van het Praedinius gaat terug tot in de 14e eeuw. De school heette toen Schole tho Sunte Meerten. Deze stond op de plaats van het Provinciehuis. De school groeide uit en trok niet alleen leerlingen uit Nederland, maar ook buitenlandse kinderen. De school werd omgedoopt tot Latijnse school en in 1595, onder het rectoraat van Ubbo Emmius, verhuisde de school naar het vrijgekomen gebouw van het Minderbroederklooster. In 1847 werd de Latijnse school een Gymnasium en veranderde van naam naar Stedelijk Gymnasium. 14 jaar later verhuisde de school naar het Minervagebouw, waar zich nu de Harmonie bevindt. Weer vier jaar later was de locatie aan het Martinikerkhof. Op 1 september 1882 verhuisde de school voor de laatste keer, naar een nieuw gebouw aan de Turfsingel dat werd ontworpen door de Groninger stadsarchitect J.G. van Beusekom en gebouwd werd op de plek van het voormalige Arsenaal. In 1947, bij het honderdjarig bestaan van het Stedelijk Gymnasium, kreeg de School de naam Praedinius Gymnasium naar een oud-rector Regnerus Praedinius. Wegens ruimtetekort is later (1999) het tweede gebouw aan de Kruitlaan, daarvoor de Industrieschool, aan het Praedinius toegevoegd. In dat gebouw zitten tegenwoordig, naast gewone lokalen, een Technasiumlokaal, dat medio 2007 werd gebouwd, en een Mediatheek. In 2006 werd een extra studieruimte bijgebouwd, de Koepel, boven op het gebouw aan de Turfsingel. Het gebouw is sinds 1995 rijksmonument.

## Schoolverenigingen
De school kent tevens enkele verenigingen:
- Eloquentia (Toneelvereniging, 1882)[3]
- Aulos (Schoolorkest, 1987)[4]
- Aegis (Schoolkrant)
- Debatteam
- FeCo Minerva (Feestcommissie)
- GSA (gender and sexuality alliance)

## Bekende oud-leerlingen
- Thijs Berman (1957)
- Eelco Bosch van Rosenthal (1976)
- Birgit Donker (1965)
- Bram Douwes (1984)
- Naomi Ellemers (1963)
- Johan Adriaan Feith (1858–1913)
- Seth Gaaikema (1939–2014)
- Johan Huizinga (1872–1945)
- Henk Koning (1933–2016)
- Bert Luttjeboer (1960–1995)
- Reneke de Marees van Swinderen (1860–1955)
- Christine Mohrmann (1903–1988)
- Jan Samuel Niehoff (1923–2014)
- Henk van Os (1938–2025)
- Pieter van Os (1971)
- Annelies Pleyte (1970)
- Alex Ploeg (1985)
- Nico Rost (1896–1967)
- Johannes Sickinghe (1602-1624)
- Martijn van Sonderen (1982)
- Janka Stoker (1970)
- René Veenstra (1969)
- Elske ter Veld (1944–2017)
- Thijs de Vlieger (1984)
- Hendrik de Waard (1922–2008)
- Bert Wagenaar van Kreveld (1968)
- Jeffrey Wijnberg (1951)
- Rob Wijnberg (1982)

## Bekende oud-leraren
- Martin Tissing (1936–2018)
- R.E.H. Westendorp Boerma (1911–1983)